# Словарь украинского языка (в 11 томах)
«Словарь украинского языка» в одиннадцати томах (укр. «Словник української мови» в одинадцяти томах, СУМ-11) — первый в истории обширный толковый словарь украинского языка, составленный коллективом сотрудников Института языкознания АН УССР под руководством академика Ивана Белодеда и изданный в 1970—1980 годах издательством «Наукова думка» (Киев).
В 1983 году группе ученых Института языкознания, которые сделали наибольший вклад в создание словаря, присвоено звание лауреатов Государственной премии СССР.

## Содержание словаря
Словарь отражает состояние украинского литературного языка от Ивана Котляревского до конца 1970-х годов. Содержит 134 058 слов.
Кроме общеупотребительной лексики и фразеологии, словарь охватывает также значительную часть лексического состава языка, которая перешла в пассивный языковой фонд, но в своё время активно употреблялась и поэтому засвидетельствована как в фольклоре, так и в творчестве мастеров слова; фиксируются в словаре часто употребляемые диалектизмы и слова, стоящие на грани литературного употребления.
Включая большой и разнообразный относительно происхождения, функционирования и стилистического применения лексико-фразеологический материал, словарь имеет нормативное направление. Это обеспечено в частности:
1. Отбором лексики для его реестра.
2. Раскрытием через толкование основных значений и оттенков значений реестровых слов.
3. Представлением важнейших грамматических форм и ударений.
4. Приведением (где это нужно) стилистических ремарок и определением сферы употребления слов.
5. Иллюстрациями употребления толкуемых слов и фразеологизмов, что даёт живые примеры правильного употребления слов и подтверждает их стилистическую характеристику.

Словарь составлен на основе многомиллионной лексической картотеки украинского языка, базирующейся на украинской художественной, переводной, научной, научно-популярной и политической литературе, сборниках народного творчества, газетах, журналах, учебниках, пособиях, справочниках и мемуарах.
Лексикографическими источниками словаря послужили, в частности, важнейшие предшествующие словари украинского языка: рукописный «Словарь украинского языка» П. Белецкого-Носенко, «Малорусско-немецкий словарь» Е. Желеховского (Львов, 1886), «Словарь украинского языка» под редакцией Б. Гринченко (Киев, 1907—1909), «Русско-украинский словарь» (редакция М. Калиновича; Москва, 1948), «Украинско-русский словарь» в шести томах (Киев, 1953—1963), «Словарь языка Шевченко» (Киев, 1964), серия терминологических словарей и др.
К сегодняшнему времени некоторые толкования из словаря устарели, поскольку значения слов раскрывались в словаре с позиций марксизма-ленинизма — тогдашней государственной идеологии. Частично устарело и правописание словаря, поскольку правописанием 1993 года была возвращена буква «ґ» и было изменено написание некоторых имён собственных, производные которых есть в словаре (аргентінський → аргентинський, бразілець → бразилець и тому подобное).

## Использование материалов словаря
В независимой Украине на основе материалов словаря было издано много производных толковых словарей различного объёма и назначения. В частности, словарь является основным источником для толковых словарей украинского языка среднего объёма.
В 1998 году В. Яременко и О. Слипушко опубликовали «Новый толковый словарь украинского языка в четырёх томах» (НТСУМ), назвав себя его составителями. После подробного анализа НТСУМ авторы академического словаря доказали, что он является сокращённым вариантом одиннадцатитомника и составляет «98-процентный плагиат чистейшей воды». Ярёменко цинично ответил на упрёки, опубликовав статью в «Литературной Украине» под названием «Добиваюсь права … на плагиат». В дальнейшем НТСУМ был многократно переиздан (1999, 2001, 2004) без всяких юридических последствий для устроителей.
Другим резонансным случаем перепечатки материалов академического словаря было издание «Большого толкового словаря современного украинского языка» издательством «Перун» (2001, 2005), который без значительных изменений использовал большинство толкований из СУМ-11. В 2001 году этот словарь стал лауреатом украинского рейтинга «Книга года 2001». Впоследствии авторские права на словарь были проданы российской компании ABBYY.
В 2010 году Украинский языково-информационный фонд НАН Украины начал издание обновлённого академического «Словаря украинского языка» в 20 томах, для которого одиннадцатитомный словарь служит «отправной точкой».

## Критика
Современные украинские языковеды в целом высоко оценивают качество «Словаря украинского языка» в 11 томах В то же время, они отмечают некоторые его недостатки, в частности немотивированные ограничительные отметки относительно исконно украинской лексики.
Языковед Василий Нимчук, член-корреспондент НАНУ, считает словарь «вершиной украинской лексикографии», каковым он «является и сейчас».
Языковед Александр Пономарёв характеризует словарь как такой, что имеет изъяны, но составленный специалистами. Словарь составляли в период, когда в УССР претворялась в жизнь теория сближения языков и наций, по которой якобы все языки и нации должны были слиться в одну, поэтому в словарях «дискриминировались» отдельные украинские слова, которые совершенно непохожи на русские. Чтобы сохранить эти слова, лингвисты включали их в словарь с примечаниями «устаревшее», «областное», «диалектное», «редкоупотребляемое». Как пример, Пономарёв приводит слово «містянин», обозначенное в словаре как «редкоупотребляемое».
Лексикограф и писатель Святослав Караванский в своих трудах критикует словарь за появление многих слов, которые он характеризует как лексику, содранную из русских форм. Чисто украинские слова часто помечены как разговорные и устаревшие. Приводит примеры искажения ударений. Караванский также замечает, что стоит писателю случайно, например, в переписке принять русское слово, как оно «моментально» фиксировалось как норма (например, «баловство», «нарядний», «обмовитися», «повітряний поцілунок»). Некоторые толкования слов в словаре он называет «неграмотными». Например, слово «оливо», по его мнению, неправильно истолковано как «олово», тогда как оно имело значение «свинец».